# حشرات مضيئة

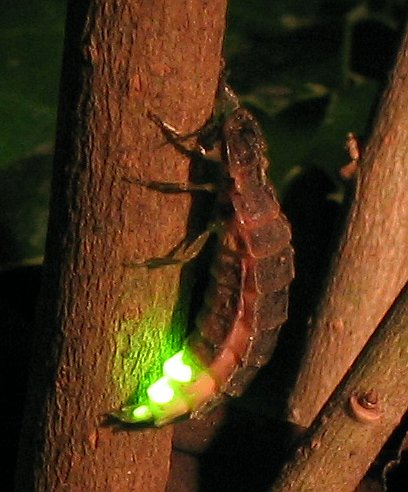
أنثى يراعة تقوم بظاهرة الإضاءة

الحشرات المضيئة (بالإنجليزية: Bioluminescent insects)‏ هي الحشرات القادرة على إصدار الضوء ضمن ظاهرة تسمى بالضيائية الحيوية. أن بعض الكائنات تصدر ضوءاً يمكننا رؤيته ويعرف هذا النوع من المخلوقات بالأحياء المضيئة إلا أن المخلوقات لا تستخدم الكهرباء لإصدار الضوء فهي تستخدم المواد الكيماوية الموجودة داخل خلايا أجسامها وينتج منها الضوء عندما تحدث تغيرات في تلك المواد الكيماوية. معظم المخلوقات التي تصدر ضوءاً من الحشرات التي تطير ليلاً وبإمكان الديدان المتوهجة واليراعات إنتاج مواد كيماوية تسمى لوسفرين، وتضيء هذه المادة الكيماوية عندما تخلط بالأكسجين الذي تدخله في جسمها من الهواء الخارجي. وأكثر الأضواء إثارة تلك التي تصدرها اليراعات الماليزية. وذكور اليراعات فقط التي يمكنها أن تصدر الضوء دون الإناث، حيث يقف المئات منها على شجرة واحدة بين المستنقعات ويقوم الجميع بإصدار الضوء في وقت واحد حينئذٍ تضاء تلك الشجرة بالكامل مدة ثانية في شكل وميض يمكن رؤيته على بعد مئات الأمتار ويسهّل ذلك لإناثها إيجاد أماكن الذكور . ومثال ذلك حشرة الحباحب التي تضيء بلون اخضر في الليل. يوجد حشرة يراعة تنتمي إلى أسرة الخنافس غمدية الأجنحة تتميز بظاهرة الإضاءة الباردة. تنتشر في معظم المناطق الاستوائية الحارة والغابات.
هناك ثلاث مجموعات فقط من الحشرات المضيئة وهي:
- بعض أنواع الخنافس مثل اليراعات أو الحباحب والخنافس المُطَقطِقة
- بعض يرقات الذباب ساكن الكهوف
- جنس من الصراصير يدعى نهاض مضيء .

## الخنافس المضيئة
يتركب جسم الخنافس المضيئة من ثلاث مناطق هي:
- الرأس: وهي المنطقة الأمامية من الجسم ويحمل الرأس زوجين من الأعين المركبة وزوجًا من قرون الاستشعار وكذلك أجزاء الفم القارضة والتي تستخدمها الخنافس وكذلك يرقاتها في افتراس الحشرات الأخرى الصغيرة وافتراس البزاقات والقواقع وديدان الأرض.
- الصدر: عبارة عن ثلاث حلقات وتحمل كل حلقة زوج من أرجل المشي وتحمل الحلقة الثانية والثالثة زوجين من الأجنحة. وبعض الأنواع نجدها غير مجنحة.
- البطن: وهي المنطقة الأخيرة من الجسم وتتكون من 11 حلقة.

### دورة حياة الخنافس المضيئة
يحدث التزاوج بين الذكور والإناث في فصل الصيف ليلاً ثم تضع الأنثى البيض في التربة والذي يفقس بعد 4 أسابيع ثم يعطي عدة أطوار يرقية والتي تتغذى بافتراس الحشرات الصغيرة ثم تقضي فصلي الخريف والشتاء في بيات شتوي حيث تدفن نفسها في التربة وممكن أن تظل في بياتها لمدة سنتين ومع بداية الصيف تتغذى وتنشط وتتحول إلى طور العذراء وبعد ذلك تتحول إلى خنافس كاملة ذكور وإناث وتعيش الخنافس الكاملة من عدة أسابيع إلى شهرين حسب النوع.

## ظاهرة الضياء
تحدث هذه الظاهرة عند توافر صبغة تسمى لوسيفيرين وإنزيم يسمى مع وجود مصدر للأكسجين ومصدر للطاقة وهو مركب أدينوسين ثلاثي الفوسفات. (ATP) ونتيجة هذا التفاعل ينتج مركب يسمى (Oxyluciferen) وينبعث الضوء.
1. توجد هذه المركبات الكيمائية في الخنافس المضيئة على جانبي السطح البطني لمنطقة البطن عدد من الخلايا تسمى الخلايا الضوئية وهذه الخلايا غالبا ما توجد في الحلقات الأخيرة من البطن سواء للأطوار الكاملة أو يرقاتها. وتتوقف كمية الضوء المنبعثة من الخنافس على كمية الأكسجين الداخلة في التفاعل فعندما تريد الخنافس إنتاج وميض طويل لفترة طويلة فإن المخ يعطى تياراً عصبياً إلى نهايات الجهاز التنفسي لإنتاج كمية كبيرة من الأكسجين إلى داخل الخلايا الضوئية فيصدر ضوء بكمية كبيرة. وفي بعض الأنواع تصدر الخنافس وميض متقطع وفي هذه الحالة يتوقف التيار العصبي لثواني فيتوقف الوميض ثم يحدث التيار العصبي مرة أخرى ويصدر الضوء من جديد. إن الضوء الصادر من الخنافس المضيئة يسمى الضوء البارد، عند تحليل العلماء لهذا الضوء وجدوا أنه عبارة عن 100% طاقة ضوئية وصفر % حرارة، حيث أن هذا الضوء لو كان به نسبة حرارة ولو بسيطة لاحترق جسم الخنفساء ودمرت

### أسباب استعمال الضوء
هذه الخنافس تتواجد في بيئة قاسية ذات حرارة مرتفعة جدّاً فلهذا تلجأ إلى النشاط والبحث عن الغذاء ليلاً . لكي ترى بعضها وسط الغابات الشاسعة والأشجار العالية المتشابكة والتي تخفي ضوء القمر والنجوم في الليالي الصافية، جعل لهذه الخنافس هذه الظاهرة لعدة أسباب وهي:-
- لتنير لها الغابات الكثيفة المظلمة ليلاً وترى ما حولها من ظلام دامس.
- تتعرف الخنافس التابعة لنفس النوع على بعضها من خلال درجة الضوء وهل هو متصل أم متقطع في شكل ومضات منفصلة.
- تستخدم هذا الضوء في جذب فرائسها من الحشرات الأخرى الصغيرة والبزاقات والقواقع وديدان الأرض والتي تنبهر بأضوائها فتقترب منها ثم تقوم بالتغذية عليها.
- يستخدم الذكور هذا الضوء لجذب الإناث لعملية التزاوج حيث لكل ذكر إشارة ضوئية معروفة لدى الإناث التابعة لنفس نوعه. بمجرد رؤية الإناث لهذه الإشارات الضوئية فإنها تعطى إشارةً مماثلةً للذكر فينجذب إليها الذكر للتزاوج ونجد بعض الإناث التي لا ترغب في التزاوج من الذكور تقوم بعدم الرد عليهم بالإشارات.